# Aurelio Buletti
Aurelio Buletti (* 7. Mai 1946 in Giubiasco; † 16. November 2023 in Lugano) war ein Schweizer Dichter und Schriftsteller.

## Leben
Aurelio Buletti absolvierte das Gymnasium (Liceo cantonale) in Lugano. Er studierte Italienische Literatur an der Università Cattolica di Milano, danach war er als Italienischlehrer tätig.
Buletti trat hauptsächlich als Lyriker in Erscheinung und lebte in Viganello.

## Auszeichnungen
- 1984 und 2006: Einzelwerkpreise der Schweizerischen Schillerstiftung

## Werke
- Riva del sole, Lugano 1973
- Né al primo né al più bello, Sassari 1979
- Trenta racconti brevi, Bellinzona 1984
  - Vertraulichkeiten eines Strandverkäufers. Geschichten aus dem Tessin. Deutsch von Cornelia Schlegel. Benziger, Zürich 1989, ISBN 3-545-36480-1.
- Terzo esile libro di poesie, Lugano 1989
- Brevi, Viganello 2001
- Segmenti di una lode più grande, Viganello 2002
- Temi. 5 poesie, Lugano 2004
- E la fragile vita sta nel crocchio. Poesie brevi 2000–2004, Viganello 2005
- Rosa Shopping, Riva San Vitale 2005
- Contesse, Gentiluomini, Altre e Altri, Lugano 2010
- Nicht jedes Staunen ist ohne Stimme / Non ciascuno stupore è senza voce. Gedichte 1970–2009. Herausgegeben und übersetzt von Christoph Ferber. Limmat, Zürich 2010, ISBN 978-3-85791-601-4.
- Sia reso grazie, Viganello 2013